# 何綸
何綸（1605年2月2日—？年），字蟠雪，號芝函，四川夔州府梁山縣人。

## 生平
崇禎九年丙子科中式四川鄉試第十四名舉人，崇禎十年丁丑科會試詩五房，中式第112名，殿試三甲七十三名，吏部觀政，授廬州府推官，十二年應天鄉試同考，十五年行取考选山西道御史，十六年養親，十七年起貴州道御史，淮揚巡按，弘治乙酉（1645年）改浙江巡按。

## 家族
曾祖何載陽（庠生）、祖何溱（庠生）、父何一麟（庠生）；堂弟何縉（順治十五年戊戌科進士）。